# كارل كوهن (دراج)
كارل كوهن (بالألمانية: Karl Kühn)‏ هو دراج نمساوي، ولد في 9 مارس 1904، وتوفي في 24 يوليو 1986.

## وصلات خارجية
- كارل كوهن على موقع أرشيف الدراجات (الإنجليزية)
- كارل كوهن على موقع أوليمبيديا (الإنجليزية)